# جاي كاسيدي
جاي كاسيدي (بالإنجليزية: Jay Cassidy)‏ هو مونتير أمريكي، ولد في 1 أغسطس 1949 في شيكاغو في الولايات المتحدة.

## وصلات خارجية
- جاي كاسيدي على موقع IMDb (الإنجليزية)
- جاي كاسيدي على موقع قاعدة بيانات الأفلام العربية
- جاي كاسيدي على موقع ألو سيني (الفرنسية)
- جاي كاسيدي على موقع أول موفي (الإنجليزية)
- جاي كاسيدي على موقع قاعدة بيانات الأفلام السويدية (السويدية)
- جاي كاسيدي على موقع قاعدة بيانات الفيلم (الإنجليزية)
- جاي كاسيدي على موقع كينوبويسك (الروسية)